# بقعة ضوء (كتاب)
كتاب بقعة ضوء كتاب نقدي عن المسرح العربي من تأليف الدكتور رياض عصمت عام 1975 م.

## مسلسل بقعة ضوء
هنالك مسلسل سوري بعنوان بقعة ضوء ولا علاقة للكتاب بالمسلسل لكنه يحمل نفس الاسم.